# Acrolophia
Acrolophia Pfitzer, 1888 è un genere di piante della famiglia delle Orchidacee, endemico del Sudafrica.

## Tassonomia
Il genere Acrolophia appartiene alla sottofamiglia Epidendroideae (tribù Cymbidieae, sottotribù Eulophiinae)
Comprende 7 specie:
- Acrolophia bolusii Rolfe, 1911
- Acrolophia capensis  (P.J.Bergius) Fourc., 1932
- Acrolophia cochlearis (Lindl.) Schltr. & Bolus, 1894
- Acrolophia lamellata (Lindl.) Pfitzer, 1887
- Acrolophia lunata (Schltr.) Schltr. & Bolus, 1894
- Acrolophia micrantha (Lindl.) Pfitzer, 1887
- Acrolophia ustulata (Bolus) Schltr. & Bolus, 1894